# Castle Clinton
Castle Clinton o Fort Clinton es un fuerte circular hecho de gres situado en Battery Park en el extremo sur de Manhattan, en Nueva York. Es un monumento nacional estadounidense. El fuerte debe su nombre a DeWitt Clinton, el gobernador de Nueva York que hizo reforzar las defensas de la bahía.

## Historia
La construcción del fuerte comenzó en 1808 y concluyó en 1811. Está situado sobre una isla artificial conocida como West Battery (a veces South-west Battery), según los planos de los arquitectos John McComb Jr. y Jonathan Williams.
El propósito de West Battery era complementar las defensas del castillo de Castle Williams en Governors Island, situado en East Battery para defender a la ciudad de un posible ataque de fuerzas británicas durante el conflicto de la Guerra de 1812. Sin embargo, el fuerte no fue protagonista finalmente de batalla alguna.
En 1823, el fuerte fue rebautizado como Castle Garden y reconvertido en un espacio de recreo y conciertos. Por ejemplo en 1853, el popular y excéntrico director de orquesta y compositor de música ligera Louis-Antoine Jullien (1812-1860) ofreció varios conciertos con gran éxito. Castle Garden fue centro de inmigración extranjera entre 1855 y 1890, antes de la apertura de la Isla Ellis. Más tarde acogió el acuario de Nueva York en 1896, antes de cerrar sus puertas en 1940.
Fue restaurado en la década de 1970 en calidad de lugar histórico.